# Liste von Städte- und Gemeindepartnerschaften der DDR

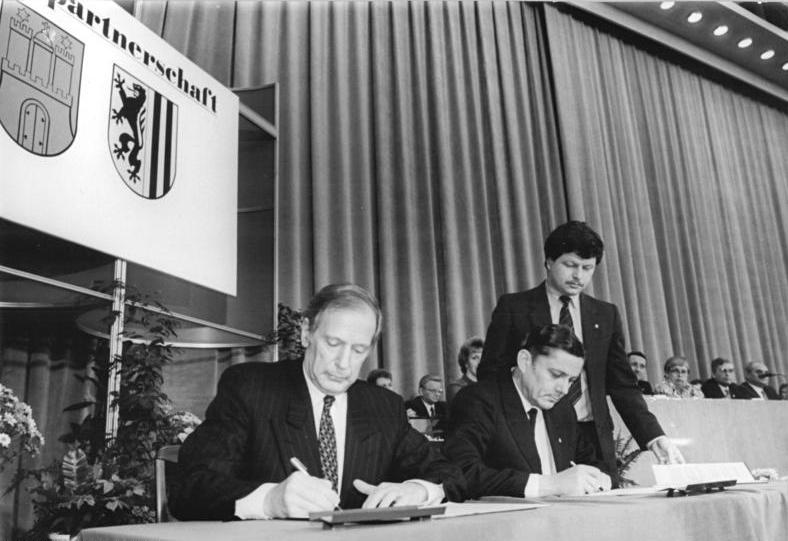
Die Bürgermeister Klaus von Dohnanyi (Hamburg, links) und Wolfgang Berghofer (Dresden, rechts) unterschreiben die Städtepartnerschaft zwischen beiden Städten, 1987

Diese Liste enthält Partnerschaften von Städten und Gemeinden der Deutschen Demokratischen Republik in andere Länder.

## Partnerschaften (Auswahl)

### Bundesrepublik Deutschland
Es sind 59 Städtepartnerschaften in die Bundesrepublik und zwei nach West-Berlin zwischen 1986 und 1989 bekannt. 1990 folgten einige weitere.
1986
- Eisenhüttenstadt – Saarlouis
- Schwerin – Wuppertal
- Lübben – Neunkirchen (Saar)

1987
- Altenburg – Offenburg
- Cottbus – Saarbrücken
- Dresden – Hamburg (1988 in Kraft)
- Erfurt – Mainz (1988 in Kraft)
- Greifswald – Osnabrück
- Halle – Karlsruhe
- Jena – Erlangen
- Leipzig – Hannover
- Magdeburg – Braunschweig
- Meißen – Fellbach
- Neubrandenburg – Flensburg
- Plauen – Hof
- Potsdam – Bonn (1988 in Kraft)
- Rostock – Bremen
- Stralsund – Kiel
- Weimar – Trier

1988
- Ballenstedt – Kronberg im Taunus
- Brandenburg an der Havel – Kaiserslautern
- Dessau – Ludwigshafen am Rhein
- Eisenach – Marburg
- Finsterwalde – Eppelborn
- Frankfurt (Oder) – Heilbronn
- Gera – Nürnberg
- Gotha – Salzgitter
- Güstrow – Neuwied
- Hoyerswerda – Dillingen/Saar
- Karl-Marx-Stadt – Düsseldorf
- Königs Wusterhausen – Berlin (West)-Zehlendorf
- Meiningen – Neu-Ulm
- Merseburg – Bottrop
- Nauen – Berlin (West)–Spandau
- Naumburg – Aachen
- Neustrelitz – Schwäbisch Hall
- Radebeul – St. Ingbert
- Reichenbach im Vogtland – Nordhorn
- Riesa – Mannheim
- Saalfeld/Saale – Kulmbach
- Sömmerda – Böblingen
- Stendal – Lemgo
- Suhl – Würzburg
- Torgau – Sindelfingen
- Lutherstadt Wittenberg – Göttingen
- Zwickau – Dortmund

1989
- Arnstadt – Kassel
- Bad Doberan – Bad Schwartau
- Döbeln – Unna
- Fürstenwalde/Spree – Reinheim
- Halberstadt – Wolfsburg
- Heilbad Heiligenstadt – Husum
- Ilmenau – Homburg
- Mühlhausen – Eschwege
- Rudolstadt – Bayreuth
- Schmalkalden – Recklinghausen
- Schwedt/Oder – Leverkusen
- Senftenberg – Püttlingen
- Staßfurt – Lehrte
- Weißenfels – Kornwestheim
- Wernigerode – Neustadt an der Weinstraße

1990
- Bad Salzungen – Bad Hersfeld

### ČSSR
- Bad Schandau – Česká Kamenice (Böhmisch Kamnitz)  (Ústecký kraj), 1960
- Plauen – Aš (Karlovarský kraj), 1962
- Oelsnitz/Erzgeb. – Mimoň (Niemes) (Liberecký kraj), 1968
- Karl-Marx-Stadt – Ústí nad Labem (Aussig) (Ústecký kraj), 1970
- Gera – Plzen (Pilsen) (Plzeňský kraj), 1970
- Zwickau – Jablonec nad Nisou (Gablonz an der Neiße) (Liberecký kraj), 1971
- Stadtroda – Tachov (Tachau) (Plzeňský kraj), 1972
- Leipzig – Brno (Brünn) (Jihomoravský kraj), 1973
- Zittau – Liberec (Liberecký kraj), 1973
- Hennigsdorf – Kralupy nad Vltavou (Kralup an der Moldau) (Středočeský kraj), 1974
- Königs Wusterhausen – Příbram (Středočeský kraj), 1974
- Oranienburg – Mělník (Melnik) (Středočeský kraj), 1974
- Saalfeld/Saale – Sokolov (Falkenau an der Eger) (Karlovarský kraj), 1974
- Bad Salzungen – Strakonice (Strakonitz) (Jihočeský kraj), 1977
- Suhl – České Budějovice (Budweis) (Jihočeský kraj), 1979
- Görlitz – Nový Jičín (Neu Titschein) (Moravskoslezský kraj), 1981
- Triptis – Blovice (Blowitz) (Plzeňský kraj), 1986
- Eilenburg – Jihlava (Iglau) (Kraj Vysočina), 1987
- Klingenthal – Kraslice (Graslitz) (Karlovarský kraj)
- Leubsdorf – Peruc (Ústecký kraj), erneuert 2005
- Schmalkalden – Tábor (Jihočeský kraj)
- Schmölln – Žďár nad Sázavou (Saar) (Kraj Vysočina)

### Dänemark
- Wismar – Aalborg, 1963
- Rostock – Aarhus, 1964
- Grabow – Albertslund Kommune, 1973
- Neubrandenburg – Gladsaxe Kommune, 1990

### Finnland
Es gab auch einige Partnerschaften zu finnischen Städten und Gemeinden
- Greifswald – Kotka (Kymenlaakso), 1959
- Rostock – Turku (Varsinais-Suomi), 1959
- Wismar – Kemi (Lappland), 1959
- Pirna – Varkaus (Nordsavo), 1961, erneuert 1998
- Neustrelitz – Rovaniemi (Lappland), 1963 Freundschaftsvertrag
- Schwerin – Vaasa (Österbotten), 1965
- Stralsund – Pori (Satakunta), 1968
- Weimar – Hämeenlinna (Kanta-Häme), 1970
- Gera – Kuopio (Nordsavo), 1972
- Halle (Saale) – Oulu (Nordösterbotten), 1972
- Potsdam – Jyväskylä (Mittelfinnland), 1985
- Frankfurt (Oder) – Vantaa (Uusimaa), 1987
- Suhl – Lahti (Päijät-Häme), 1988

### Frankreich
Zu französischen Städten und Gemeinden gab es mehrere hundert Partnerschaften ab 1958
- Erfurt – Lille (Nord), Kontakte seit 1958, offizielle  Partnerschaft 1988
- Bitterfeld (SA) – Vierzon (Cher), 1959
- Gera (TH) – Saint-Denis (Seine-Saint-Denis), 1959, erneuert 2009
- Freiberg (SN) – Gentilly (Val-de-Marne), 1960
- Gotha (TH) – Romilly-sur-Seine (Aube), 1960
- Leipzig – Lyon,  1960, erneuert 1981
- Quedlinburg (SA), Aulnoye-Aymeries (Nord), 1961
- Riesa (SA) – Villerupt (Meurthe-et-Moselle), 1961
- Bernau bei Berlin (BR) – Champigny-sur-Marne (Val-de-Marne), 1962
- Finsterwalde (BR) – Montataire (Oise), 1962
- Suhl (TH) – Bègles (Gironde), 1962
- Böhlen  (SN) – Vaulx-en-Velin (Métropole de Lyon), 1963
- Brandenburg an der Havel – Ivry-sur-Seine (Val-de-Marne), 1963
- Eisenhüttenstadt – Drancy (Seine-Saint-Denis), 1963
- Merseburg (SA) – Châtillon (Hauts-de-Seine), 1963
- Flöha (SN) – Méricourt (Pas-de-Calais) 1963, erneuert 2002
- Niesky (SN) – Albert (Somme), 1964
- Saalfeld/Saale (TH) – Stains (Seine-Saint-Denis), 1964
- Friedrichroda (TH) – Nouvion-sur-Meuse (Ardennes), 1964, erneuert 1990
- Teltow (BR) – Gonfreville-l’Orcher (Seine-Maritime), 1964, erneuert 1999
- Schmalkalden (TH) – Fontaine (Isère), 1965
- Triptis (TH) – Quessy (Aisne), 1965 (1992 zur französischen Gemeinde Tergnier)
- Falkenstein/Vogtl. (SN) – Harnes (Pas-de-Calais), 1966
- Neubrandenburg (MV) – Villejuif (Val-de-Marne), 1966
- Rüdersdorf bei Berlin (BR) – Pierrefitte-sur-Seine (Seine-Saint-Denis), 1966, erneuert 2011
- Bernburg (Saale) (SA) – Fourmies (Nord), 1967
- Karl-Marx-Stadt (SN) –  Arras (Pas-de-Calais), 1967

- Wismar (MV) – Calais, 1971
- Neubrandenburg – Nevers (Nièvre), 1973
- Parchim – Saint-Dizier (Haute-Marne), 1971
- Potsdam – Bobigny, 1974
- Halle (Saale) – Grenoble, 1976
- Grimmen (MV) – Châteaulin (Finistère), 1990

### Griechenland
In Griechenland ist eine Städtepartnerschaft zur DDR bekannt.
- Leipzig – Thessaloniki, 1974

### Großbritannien
- Dresden – Coventry

### Italien
Auch zu einigen Städten und Kommunen in Italien gab es Partnerschaften. Diese wurden meist durch die kommunistische Partei PCI in Orten organisiert, in denen sie politischen Einfluss hatte. Dennoch gab es wiederholt erhebliche ideologische Spannungen, besonders in den 1980er Jahren, als die SED eine starre politische Haltung einnahm.
- Leipzig – Bologna, 1962

- Neubrandenburg (MV) – Collegno (Piemont), 1965
- Schwerin (MV) – Reggio (Emilia-Romagna), 1966
- Cottbus (BR) – Grosseto (Toskana), 1967
- Neuruppin (BR) – Certaldo (Toskana), 1968, erneuert 1994
- Görlitz (SN) – Molfetta (Apulien), 1971
- Merseburg (SA) – Genzano di Roma (Latium), 1971
- Wernigerode (SA) – Carpi, 1964, erneuert 1991

### Jugoslawien
- Karl-Marx-Stadt – Ljubljana, 1966[5]
- Dresden – Skopje, 1967[6]
- Magdeburg – Sarajewo, 1977[7]

### Österreich
- Halle – Linz (Oberösterreich), 1965

### Polen
- Rostock (MV) – Szczecin (Stettin), 1957
- Dresden (SN) – Wrocław (Breslau), 1959
- Oschatz (SN) – Starogard Gdański (Preußisch Stargard), 1964
- Schönau-Berzdorf auf dem Eigen (SN) – Kowary (Schmiedeberg im Riesengebirge), 1964
- Angermünde (BR) – Strzelce Krajeńskie (Friedeberg/Neumark), 1972
- Eisenhüttenstadt (BR) – Głogów (Glogau), 1972
- Leipzig (SN) – Kraków (Krakau) , 1973, erneuert 1995
- Potsdam (BR) – Opole (Oppeln), 1973
- Chemnitz (SN) – Łódź, 1974
- Neubrandenburg (MV) – Koszalin (Köslin) , 1974
- Cottbus (BR) – Zielona Góra (Grünberg in Schlesien), 1975
- Frankfurt (Oder) – Słubice (Dammvorstadt von Frankfurt) ,  1975
- Frankfurt (Oder) – Gorzów Wielkopolski (Landsberg an der Warthe), 1975
- Dresden – Gostyń, 1976 (Städtefreundschaft)
- Strausberg (BR) – Dębno (Neudamm),  1978
- Bernau bei Berlin (BR) – Skwierzyna (Schwerin an der Warthe), 1979
- Bischofswerda (SN) – Gryfów Śląski (Greiffenberg), 1980
- Erfurt (TH) – Kalisz (Kalisch),  1982
- Bernburg (Saale) (SA) – Tarnowskie Góry (Tarnowitz), 1983
- Neustrelitz (MV) – Szczecinek (Neustettin) 1983, erneuert 1998
- Sangerhausen (SA) – Zabrze (Hindenburg O.S.), 1983
- Eggesin (MV) – Złotów (Flatow) , 1986, erneuert 1992
- Stralsund (MV) – Stargard , 1987
- Torgelow (MV) – Kamień Pomorski (Cammin i. Pom.), 1990
- Burg Stargard (MV) – Tychowo (Groß Tychow)
- Grevesmühlen (MV) – Grzmiąca (Gramenz) (Städtefreundschaft)
- Guben (BR) – Gubin
- Jatznick (MV) – Kargowa
- Penkun (MV) – Lubień
- Penkun (MV) – Widuchowa (Fiddichow)
- Schwedt/Oder (BR) –   Koszalin (Köslin), erneuert 2004
- Wolgast (MV) – Karlino

### Schweden
In Schweden sind zwei Städtepartnerschaften in die DDR bekannt.
- Rostock – Stockholm, 1965
- Greifswald – Lund, 1990

### Sowjetunion
In die Sowjetunion gab es  nur wenige Städtepartnerschaften (Auswahl).
- Berlin – Moskau
- Leipzig – Kiew (Ukraine), 1961
- Stralsund – Ventspils (Lettland), 1987

Gera -Pskow

### Spanien
- Berlin – Madrid, 1988

### Ungarn
- Erfurt – Győr, seit 1973
- Bad Salzungen – Mezőkövesd, 1969
- Bad Dürrenberg – Encs
- Bad Klosterlausnitz – Tihany
- Stollberg/Erzgeb. – Tamási

### China
- Berlin – Peking
- Leipzig – Nanjing, 1988